# Palazzo Durazzo-Cattaneo Adorno
Pour les articles homonymes, voir Palazzo Durazzo.
Le Palazzo Durazzo-Cattaneo Adorno est un édifice situé au no 12 Via del Campo, dans le centre historique de Gênes. Il figure sur la liste des 42 palais inscrits sur les « Rolli de Gênes », figurant au patrimoine de l'UNESCO.

## Architecture

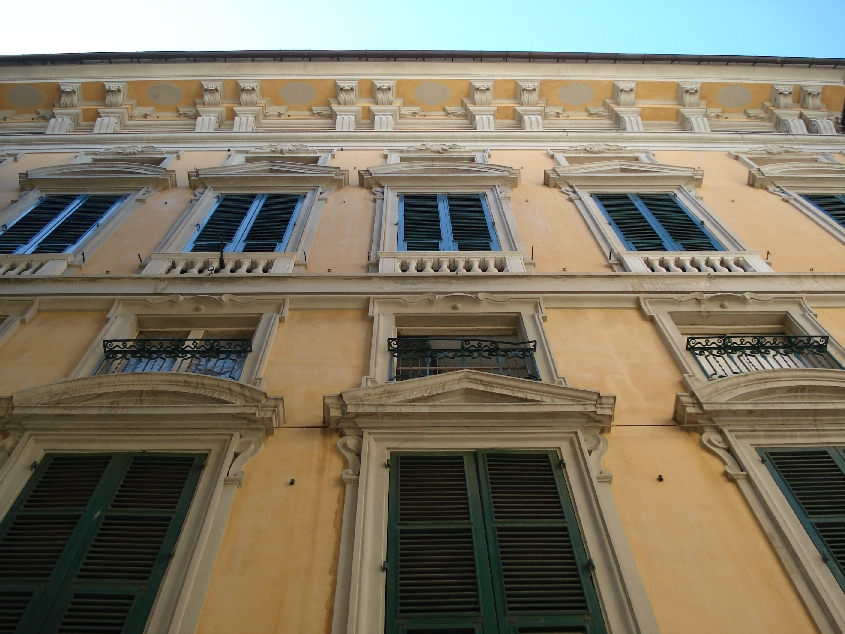
La façade
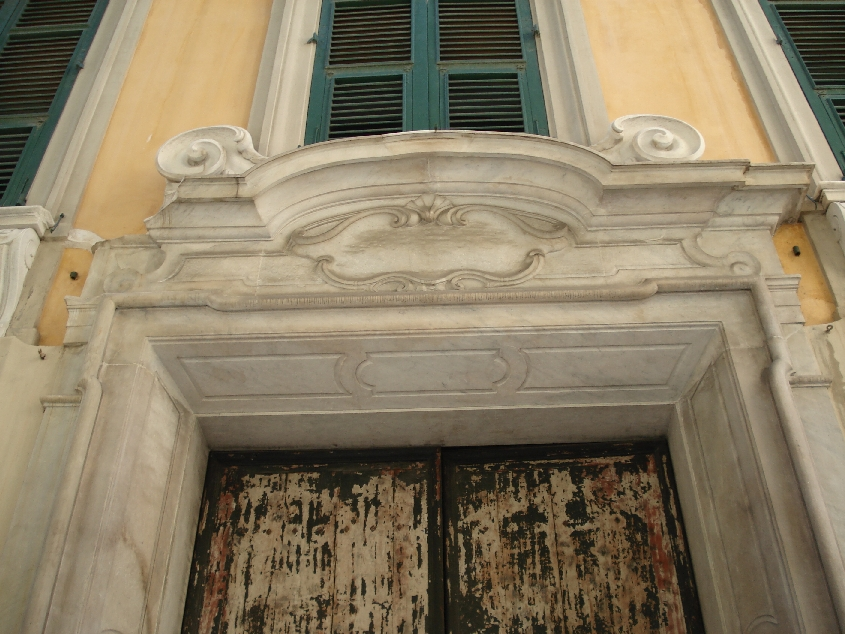
Détail du portail

## Source de la traduction
- (it) Cet article est partiellement ou en totalité issu de l’article de Wikipédia en italien intitulé « Palazzo Durazzo-Cattaneo Adorno » (voir la liste des auteurs).